# Urcel
Urcel est une commune française située dans le département de l'Aisne, en région de Hauts-de-France.

### Communes limitrophes

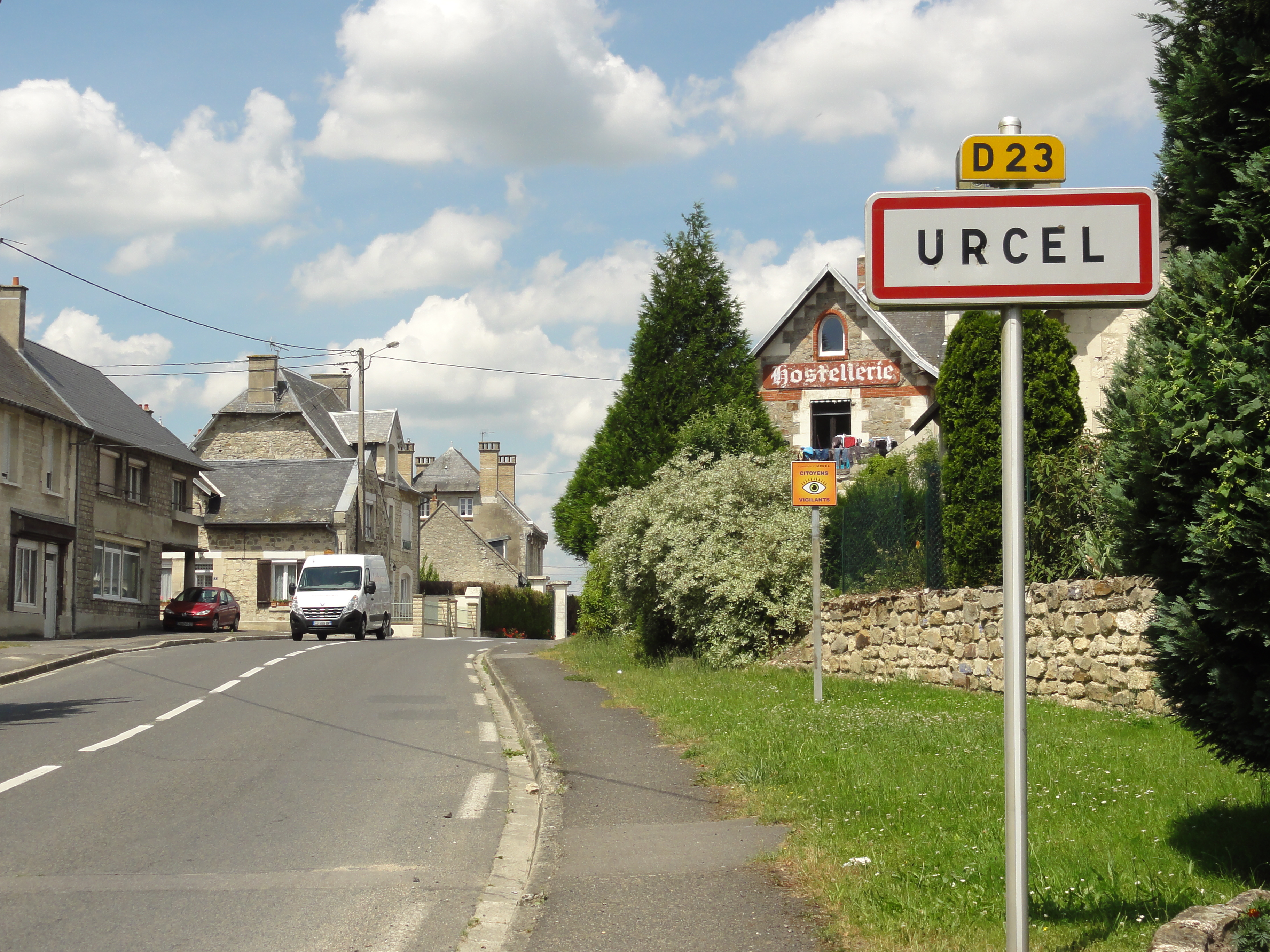
Entrée d'Urcel.

## Géographie

### Hydrographie
La commune est située dans le bassin Seine-Normandie. Elle est drainée par l'Ailette, l'Ardon, le cours d'eau 04 de la commune de Urcel, le cours d'eau 05 de la commune de Chavignon, divers bras de l'Ardon et un autre petit cours d'eau,.
L'Ailette, d'une longueur de 59 km, prend sa source dans la commune de Sainte-Croix et se jette  dans l'Oise (rive gauche) à Quierzy, après avoir traversé 36 communes. Les caractéristiques hydrologiques de l'Ailette sont données par la station hydrologique située sur la commune. Le débit moyen mensuel est de 0,376 m3/s. Le débit moyen journalier maximum est de 6,04 m3/s, atteint lors de la crue du 15 octobre 1987. Le débit instantané maximal est quant à lui de 6,85 m3/s, atteint le même jour.
L'Ardon, d'une longueur de 11 km, prend sa source dans la commune de Laon et se jette  dans l'Ailette en limite des communes de Royaucourt-et-Chailvet et de Chavignon, après avoir traversé huit communes.

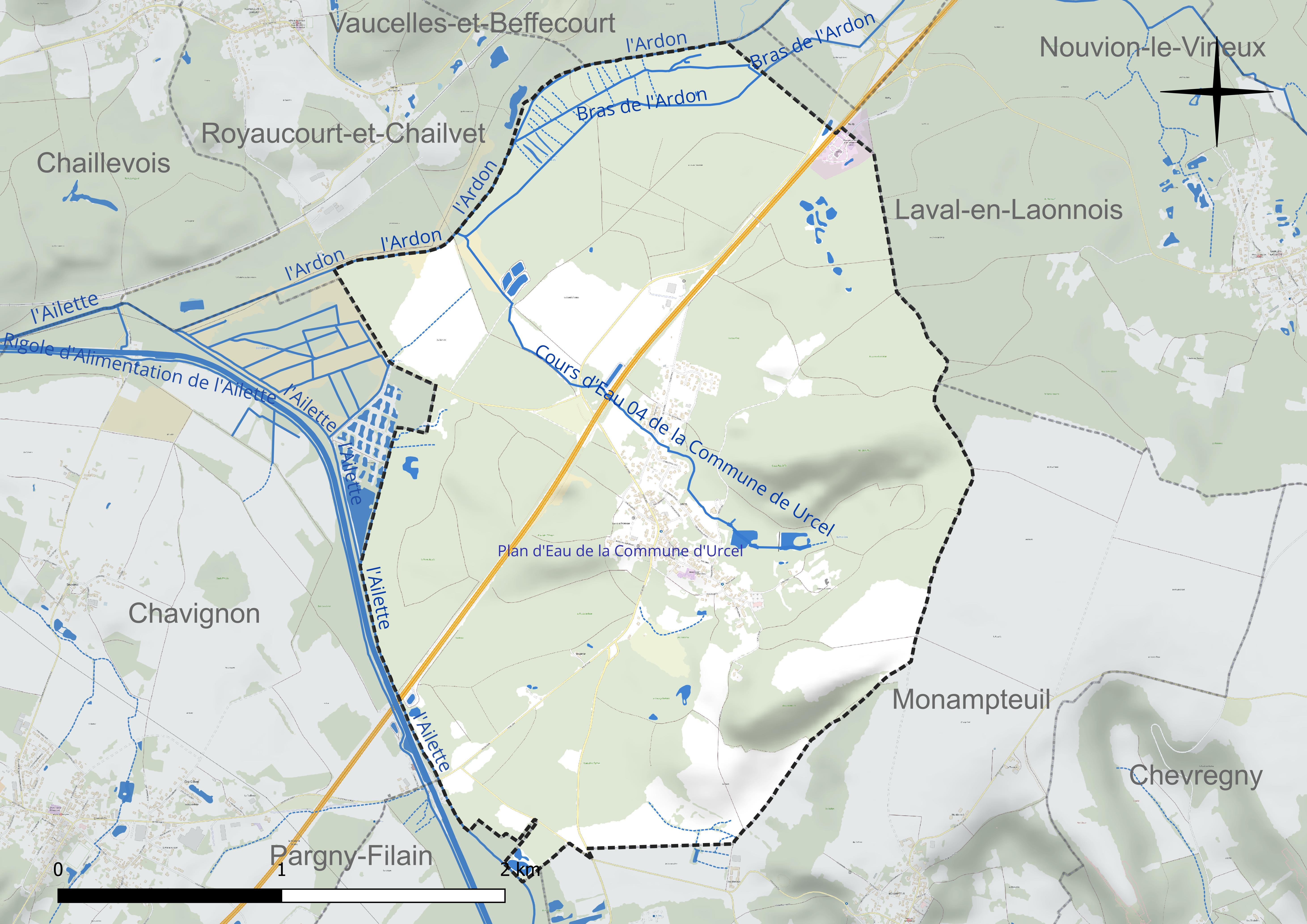
Réseau hydrographique d'Urcel.

Deux plans d'eau complètent le réseau hydrographique : la Rosière (0,7 ha) et le plan d'eau de la commune d'Urcel (0,7 ha),.

### Climat
Pour des articles plus généraux, voir Climat des Hauts-de-France et Climat de l'Aisne.
En 2010, le climat de la commune est de type climat océanique dégradé des plaines du Centre et du Nord, selon une étude du CNRS s'appuyant sur une série de données couvrant la période 1971-2000. En 2020, Météo-France publie une typologie des climats de la France métropolitaine dans laquelle la commune est exposée à un climat océanique altéré et est dans la région climatique Nord-est du bassin Parisien, caractérisée par un ensoleillement médiocre, une pluviométrie moyenne régulièrement répartie au cours de l'année et un hiver froid (3 °C).
Pour la période 1971-2000, la température annuelle moyenne est de 10,2 °C, avec une amplitude thermique annuelle de 14,8 °C. Le cumul annuel moyen de précipitations est de 722 mm, avec 11,4 jours de précipitations en janvier et 8,1 jours en juillet. Pour la période 1991-2020, la température moyenne annuelle observée sur la station météorologique la plus proche, située sur la commune de Martigny-Courpierre à 9 km à vol d'oiseau, est de 10,7 °C et le cumul annuel moyen de précipitations est de 734,4 mm,. Pour l'avenir, les paramètres climatiques de la commune estimés pour 2050 selon différents scénarios d'émission de gaz à effet de serre sont consultables sur un site dédié publié par Météo-France en novembre 2022.

## Urbanisme

### Typologie
Au 1er janvier 2024, Urcel est catégorisée commune rurale à habitat dispersé, selon la nouvelle grille communale de densité à 7 niveaux définie par l'Insee en 2022.
Elle est située hors unité urbaine. Par ailleurs la commune fait partie de l'aire d'attraction de Laon, dont elle est une commune de la couronne,. Cette aire, qui regroupe 106 communes, est catégorisée dans les aires de 50 000 à moins de 200 000 habitants,.

### Occupation des sols
L'occupation des sols de la commune, telle qu'elle ressort de la base de données européenne d'occupation biophysique des sols Corine Land Cover (CLC), est marquée par l'importance des forêts et milieux semi-naturels (80,8 % en 2018), une proportion sensiblement équivalente à celle de 1990 (81,2 %). La répartition détaillée en 2018 est la suivante : 
forêts (80,8 %), terres arables (13,9 %), zones urbanisées (4,9 %), prairies (0,4 %).
L'évolution de l'occupation des sols de la commune et de ses infrastructures peut être observée sur les différentes représentations cartographiques du territoire : la carte de Cassini (XVIIIe siècle), la carte d'état-major (1820-1866) et les cartes ou photos aériennes de l'IGN pour la période actuelle (1950 à aujourd'hui).

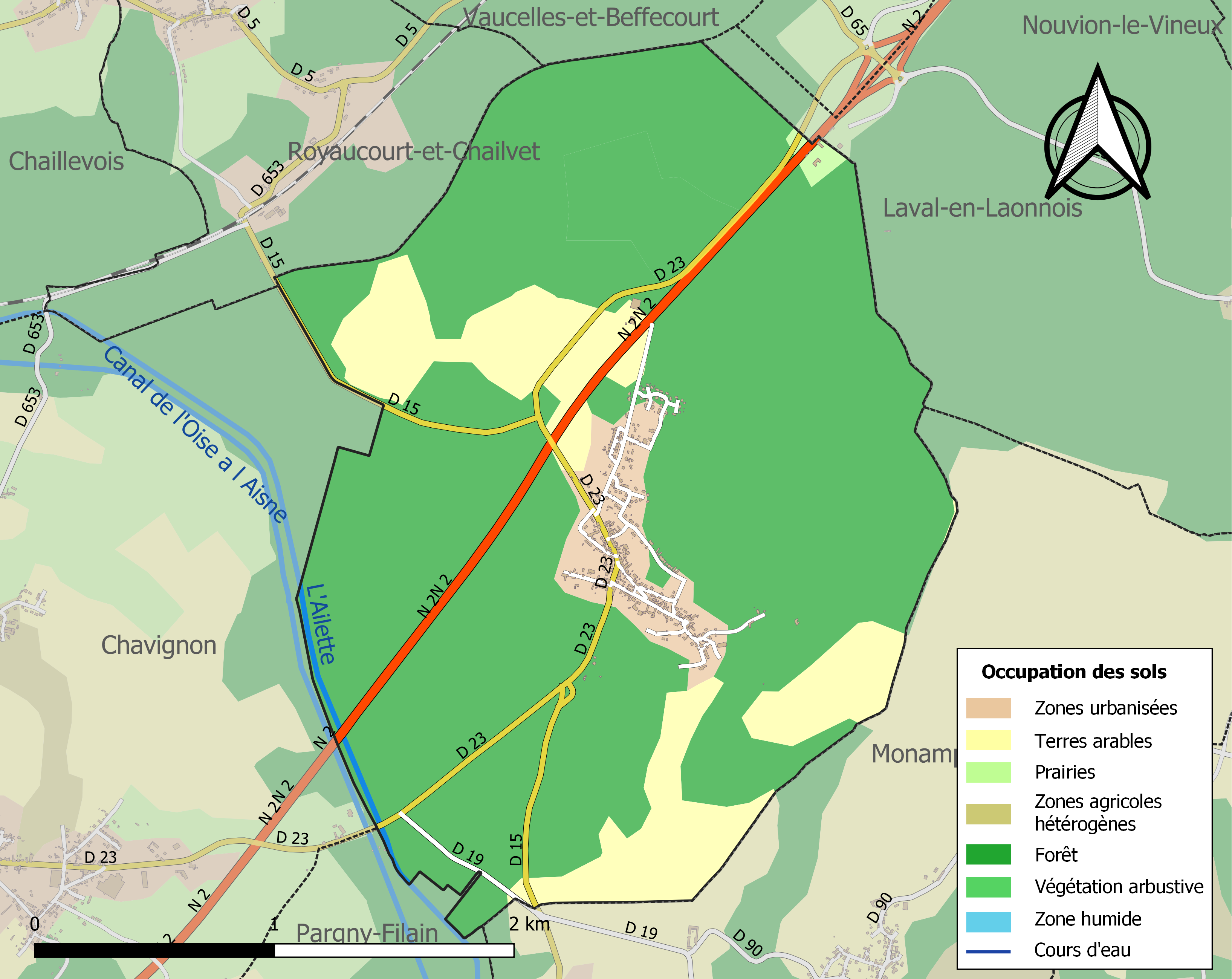
Carte de l'occupation des sols de la commune en 2018 (CLC).

## Toponymie
Le nom de la localité est attesté sous les formes Ursel, Urser (973) ; Ursellum (1131) ; Urceals (1165) ; Urcellum (1225) ; Urcel-in-Laudunesio (XIIIe siècle) ; Urseil (1412) ; Urcelles (1644) ; Ucel (1653).
Son nom est issu du latin et signifiant vase, poterie.

## Histoire
La commune est le théâtre d'un fait divers le 12 février 1987. Au petit matin, un ouvrier agricole découvre dans la forêt de Marfontaine une carcasse de Renault 25 turbo-diesel et son conducteur, Jean-Paul Daussy, calcinés. La brigade de gendarmerie de Sains-Richaumont conclut à un accident de la route mais un gendarme, après une enquête plus approfondie, montre que la veuve de Jean-Paul Daussy, Ginette, et Paola sa fille, aidé de son fiancé Christophe, ont maquillé sa mort en banal accident de la route. Unies dans un même désir de mener la grande vie, elles l'ont assassiné afin de toucher les trois assurances-vie de Jean-Paul Daussy (dont une contractée une semaine avant sa mort grâce à une fausse signature de Paola). Lors de procès d'assises en 1991, Paola est condamnée à 15 ans de réclusion criminelle, Christophe à 10 ans et Ginette à 18 ans.

## Politique et administration

### Découpage territorial
La commune d'Urcel est membre de la communauté de communes Picardie des Châteaux, un établissement public de coopération intercommunale (EPCI) à fiscalité propre créé le 1er janvier 2017 dont le siège est à Pinon. Ce dernier est par ailleurs membre d'autres groupements intercommunaux.
Sur le plan administratif, elle est rattachée à l'arrondissement de Laon, au département de l'Aisne et à la région Hauts-de-France. Sur le plan électoral, elle dépend du  canton de Laon-1 pour l'élection des conseillers départementaux, depuis le redécoupage cantonal de 2014 entré en vigueur en 2015, et de la première circonscription de l'Aisne  pour les élections législatives, depuis le dernier découpage électoral de 2010.

### Administration municipale
| Période                                  | Période                   | Identité           | Étiquette | Qualité                                      |
| ---------------------------------------- | ------------------------- | ------------------ | --------- | -------------------------------------------- |
| Les données manquantes sont à compléter. |                           |                    |           |                                              |
| avant 1878                               | après 1879                | Bourgeois          |           |                                              |
| mars 2001                                | mars 2014                 | Jean-Louis Bourlet |           |                                              |
| mars 2014                                | En cours (au 6 juin 2020) | Vincent Pierson    | SE        | Fonctionnaire Réélu pour le mandat 2020-2026 |

## Démographie
L'évolution du nombre d'habitants est connue à travers les recensements de la population effectués dans la commune depuis 1793. Pour les communes de moins de 10 000 habitants, une enquête de recensement portant sur toute la population est réalisée tous les cinq ans, les populations de référence des années intermédiaires étant quant à elles estimées par interpolation ou extrapolation. Pour la commune, le premier recensement exhaustif entrant dans le cadre du nouveau dispositif a été réalisé en 2006.

En 2022, la commune comptait 539 habitants, en évolution de −6,75 % par rapport à 2016 (Aisne : −1,97 %, France hors Mayotte : +2,11 %).
| 1793 | 1800 | 1806 | 1821 | 1831 | 1836 | 1841 | 1846 | 1851 |
| ---- | ---- | ---- | ---- | ---- | ---- | ---- | ---- | ---- |
| 409  | 438  | 397  | 560  | 550  | 569  | 663  | 653  | 596  |

| 1856 | 1861 | 1866 | 1872 | 1876 | 1881 | 1886 | 1891 | 1896 |
| ---- | ---- | ---- | ---- | ---- | ---- | ---- | ---- | ---- |
| 593  | 627  | 631  | 643  | 644  | 675  | 658  | 665  | 615  |

| 1901 | 1906 | 1911 | 1921 | 1926 | 1931 | 1936 | 1946 | 1954 |
| ---- | ---- | ---- | ---- | ---- | ---- | ---- | ---- | ---- |
| 520  | 462  | 435  | 219  | 349  | 372  | 322  | 296  | 373  |

| 1962 | 1968 | 1975 | 1982 | 1990 | 1999 | 2006 | 2011 | 2016 |
| ---- | ---- | ---- | ---- | ---- | ---- | ---- | ---- | ---- |
| 404  | 377  | 463  | 470  | 502  | 557  | 570  | 539  | 578  |

| 2021 | 2022 | - | - | - | - | - | - | - |
| ---- | ---- | - | - | - | - | - | - | - |
| 555  | 539  | - | - | - | - | - | - | - |

## Culture locale et patrimoine

### Lieux et monuments
- Église Notre-Dame d'Urcel datant du XIIe siècle, de style roman, classée Monument Historique. C'est un bel exemple d'une réhabilitation réussie d'un monument entièrement détruit sauf le chevet lors du premier conflit mondial[33]. Ses vitraux sont de Mazetier. Le porche est de style champenois, ce qui est unique dans le Laonnois. Les chapiteaux de la nef sont sculptés.
- Le monument aux morts.
- Chapelle du château de Mailly.
- Des calvaires (croix de chemins).
- L'Hôtel de France, restaurant gastronomique, a fermé ses portes vers 2004, sur l'ancienne RN 2 (route nationale 2) qui traversait le village.

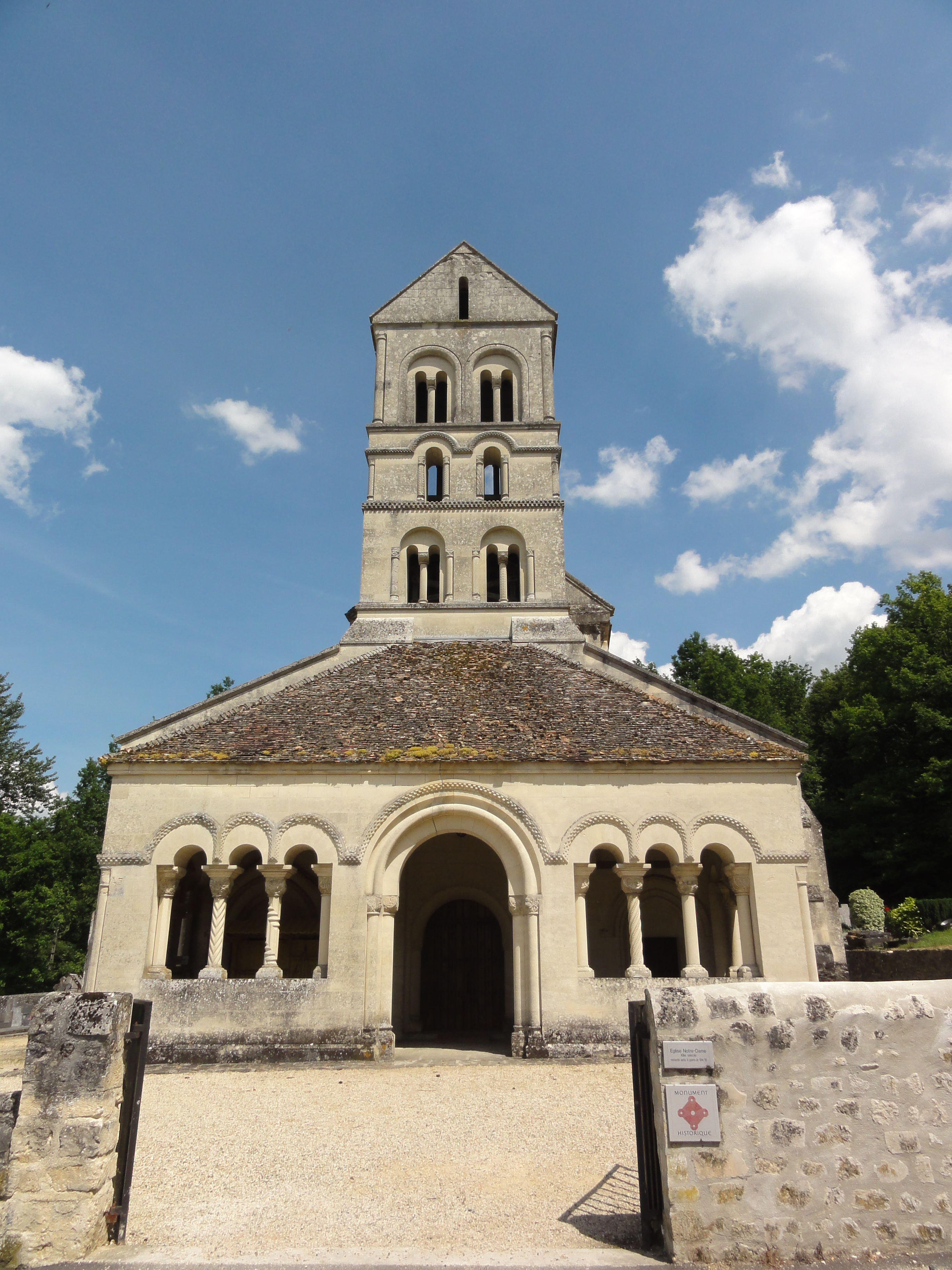
L'église Notre-Dame.
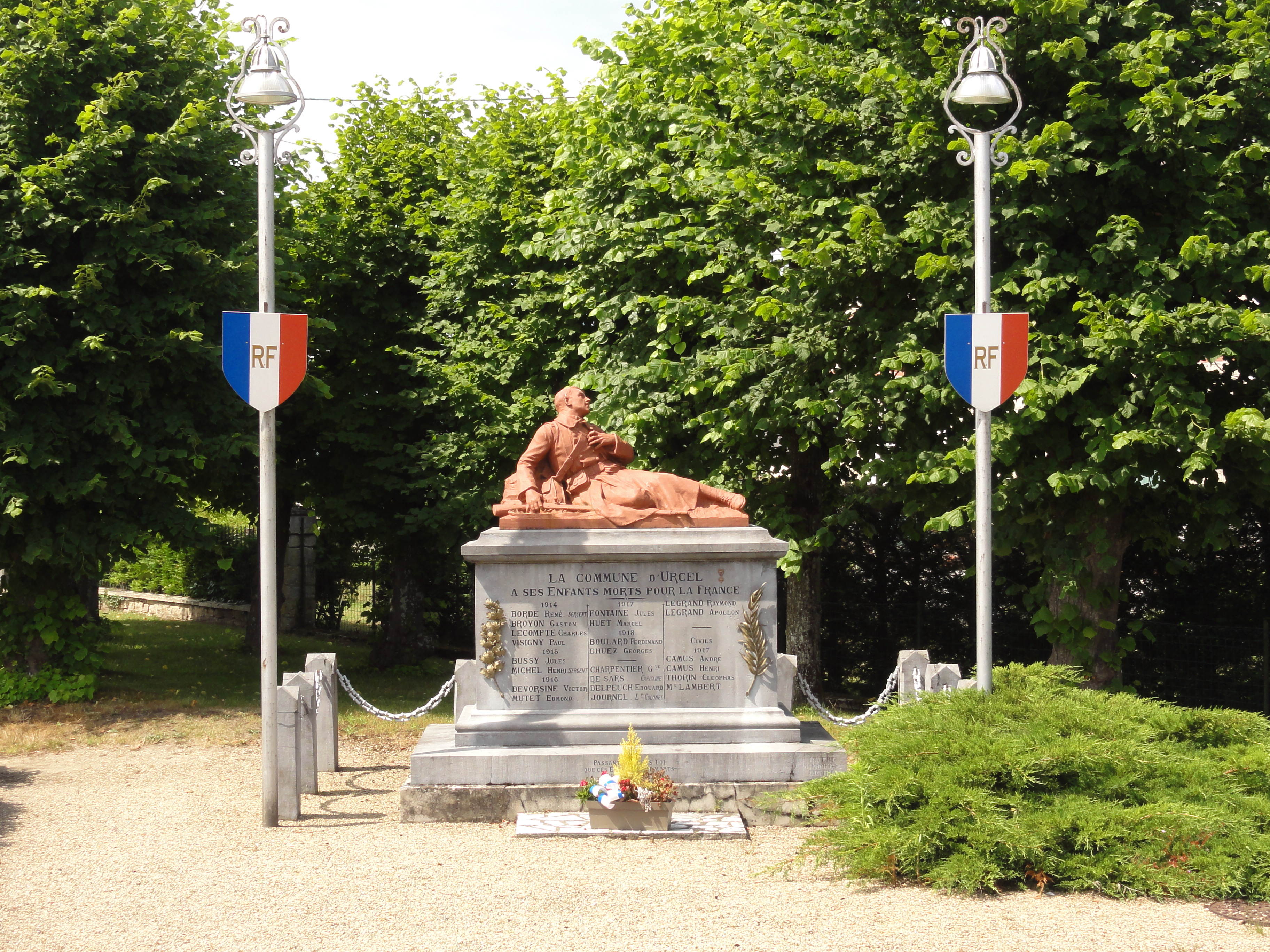
Le monument aux morts.
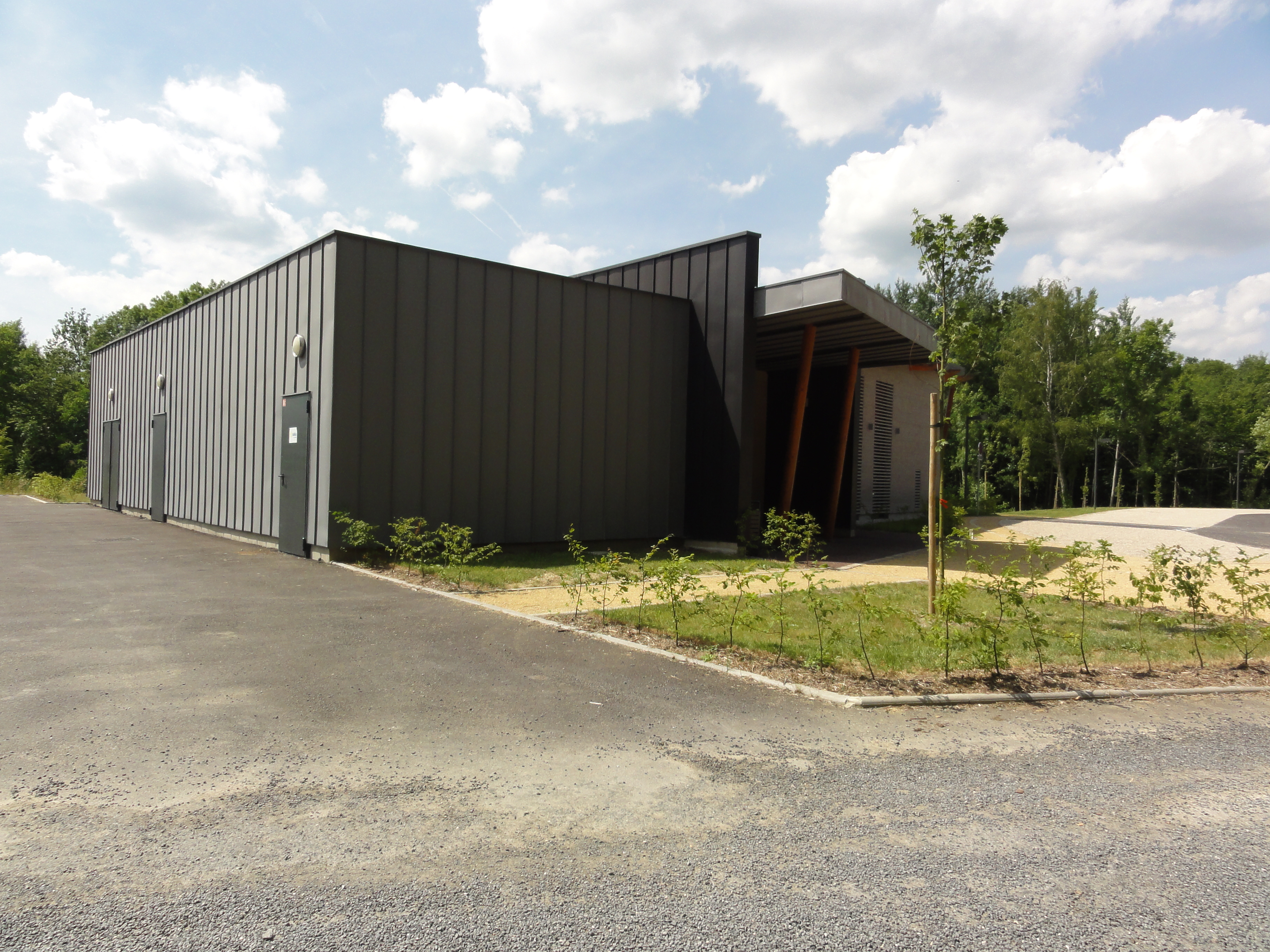
Foyer rural Georges-Brassens.

### Personnalités liées à la commune
- François-Thomas Moreau de la Rochette (1720-1791), fondateur d'une entreprise d'extraction d'alun pour la production de sulfate de fer à Urcel.
- Joseph de Brauer, général, mort à Urcel en 1887.
- Maxime de Sars, historien, né et mort à Urcel (1886-1960) ;  maire d'Urcel de 1941 à 1945.

### Héraldique
| Blason de Urcel | Blason  | D'or à trois urcéoles de gueules ; au chef d'azur semé de fleurs de lys d'or et à la croix brochante d'argent chargée d'une crosse de gueules. Ornements extérieursCroix de guerre 1914-1918 |
| Blason de Urcel | Détails | Armes parlantes (urcéole = Urcel). L'or du champ évoque le sol sablonneux d'une grande partie du terroir communal. Le chef reproduit les armoiries des évêques de Laon dont dépendait la seigneurie d'Urcel. Création de Maxime de Sars et René Trochon de Lorière adoptée par la municipalité. |